# Portishead (album)
Az 1997-es Portishead volt a Portishead zenekar második stúdióalbuma. Az előző albumhoz képest a dalok sötétebbek és nyersebbek. A médiától kevesebb figyelmet kapott, mint elődje a Dummy, de a kritikusok ezt a munkájukat is erősen dicsérték. A három stúdióalbumuk közül ez a leghosszabb.

## Számlista
Az összes szám szerzője Geoff Barrow, Beth Gibbons és Adrian Utley, kivéve ahol jelezve van.. 
| #   | Cím              | Szerző(k)                                                       | Hossz |
| --- | ---------------- | --------------------------------------------------------------- | ----- |
| 1.  | Cowboys          | Barrow Gibbons                                                  | 4:38  |
| 2.  | All Mine         |                                                                 | 3:59  |
| 3.  | Undenied         | Barrow Gibbons                                                  | 4:18  |
| 4.  | Half Day Closing |                                                                 | 3:49  |
| 5.  | Over             |                                                                 | 4:00  |
| 6.  | Humming          |                                                                 | 6:02  |
| 7.  | Mourning Air     |                                                                 | 4:11  |
| 8.  | Seven Months     |                                                                 | 4:15  |
| 9.  | Only You         | Barrow Gibbons Utley Ken Thorne Trevant Hardson Derrick Stewart | 4:59  |
| 10. | Elysium          |                                                                 | 5:54  |
| 11. | Western Eyes     |                                                                 | 3:57  |